# Alberico II di Spoleto
Alberico II di Spoleto o Alberico di Roma (912 circa – 31 agosto 954) è stato un nobile e militare italiano.
Fu Signore di Roma de facto; governò l'Urbe dal 932 alla morte.

Stemma dei conti di Tuscolo

## Biografia
Conosciuto in storiografia come Alberico di Roma, poiché non aveva ereditato dal padre la successione nel ducato di Spoleto, era figlio di Marozia, senatrice e figlia del senatore Teofilatto, e del duca Alberico I di Spoleto. Nacque molto probabilmente a Roma, in quella che oggi è la Villa del Priorato di Malta sul colle Aventino, che poi donò all'Ordine Cluniacense, fu abile a prendere il potere a Roma nel 932.
In quell'anno la madre Marozia si sposò in terze nozze con Ugo di Provenza, designato imperatore. Prima della data prevista per l'incoronazione, Alberico sollevò la città contro Ugo e lo costrinse alla fuga. Unico padrone della città, Alberico avviò il riordino di Roma e dei territori circostanti, che si presentavano decaduti o abbandonati del tutto. Sotto il suo governo (denominato retoricamente Respubblica romana) l'amministrazione civile dell'urbe venne riformata. La città venne divisa in dodici distretti al cui capo erano presenti delle milizie cittadine ben pagate e rifornite di armamenti adeguati. I processi civili e religiosi non vennero più istruiti in Laterano o in San Pietro ma in alcune ville nei suoi possedimenti di Monte Mario, adibite a tribunali. Sotto la sua tutela, i pontefici non furono altro che degli strumenti nelle sue mani che potevano in ogni momento essere deposti. A segnare una soluzione di discontinuità con i nobili che l'avevano preceduto, Alberico, cui spettava il titolo di senator, preferì quello di Princeps atque Senator omnium Romanorum, che esprimeva meglio la pienezza del suo potere.
A dicembre del 935 o agli inizi di gennaio del 936, epoca della morte di papa Giovanni XI, suo fratellastro (avevano la stessa madre, Marozia), Alberico fece eleggere al soglio pontificio papa Leone VII, che si fece promotore della riforma monastica cluniacense ispirata dall'abate benedettino Oddone di Cluny. Ai seguaci di Oddone furono affidati i monasteri usurpati e vennero loro donati interi territori al fine della loro bonifica e castelli per una nuova organizzazione del contado circostante la città (oggi Agro romano), dove le popolazioni vivevano in tanti piccoli gruppi dispersi, così da ripopolare le zone abbandonate. Ne seguì un periodo di prosperità per la città, che fu tagliata fuori dalle grandi dispute che insanguinavano il nord tra i pretendenti al regno d'Italia e gli Imperatori. Alberico ingrandì i suoi domini, portando a termine la conquista della Sabina. Alla morte di Leone VII nel 939, Alberico pose sul trono di San Pietro papa Stefano VIII; il pontefice gli ordì una congiura ma fu scoperto e condannato nel 942.
Nel 952 Ottone I re di Germania scese nella penisola chiamato da Adelaide di Borgogna, vedova di Lotario II re d'Italia, perché molestata da Adalberto, figlio del marchese Berengario d'Ivrea. Dopo aver liberato la principessa da Canossa dove si era rifugiata, Ottone si fece incoronare re d'Italia e mandò un'ambasceria a Roma con a capo l'arcivescovo di Magonza Federico: lo scopo era quello di stringere un'alleanza con il nuovo pontefice, ma Alberico non lo fece nemmeno entrare nell'Urbe. Quest'ultimo nel 954, qualche giorno prima di morire, si fece promettere dai nobili romani davanti all'altare in San Pietro che, alla morte di papa Agapito II, essi avrebbero eletto al soglio papale suo figlio Ottaviano. Così avvenne e Ottaviano venne incoronato papa con il nome di Giovanni XII.
Alberico si sposò in prime nozze (935 circa) con Alda († ante 954) figlia di Ugo di Provenza re d'Italia, e in seconde nozze con una Stefania senatrix forse sorella di papa Giovanni XIII dei Crescenzi, da cui ebbe una donazione nel 970 mediante la quale ebbe forse la città di Palestrina. Ebbe altri figli, tra cui Deodato e, forse, Gregorio, il primo a portare il titolo di conte di Tuscolo o "de Tusculana" (secondo altri storici invece discenderebbe da un Teofilatto III vestararius, consul et dux, e da Marozia II figlia di Teodora II sorella di Marozia). Documenti storici proverebbero che Alberico tenesse la sua corte nei pressi della basilica dei Santi Apostoli, luogo dove attualmente sorge il palazzo dei Colonna.